# چارلز ادوارد مریل
چارلز ادوارد مریل (انگلیسی: Charles E. Merrill; ۱۹ اکتبر ۱۸۸۵ – ۶ اکتبر ۱۹۵۶) کارآفرین، معامله‌گر بورس و بانکدار اهل ایالات متحده آمریکا بود، که با مشارکت ادموند کالورت لینچ، شرکت خدمات مالی مریل لینچ را تاسیس نمود.